# الجرفاف (حبيش)

تعديل مصدري - تعديل

الجرفاف محلة تابعة لقرية الحبلة، التابعة لعزلة العارضة بمديرية حبيش إحدى مديريات محافظة إب في الجمهورية اليمنية، بلغ تعداد سكانها 46 حسب تعداد اليمن لعام 2004.